# دراجوسلاف بوكان
دراجوسلاف بوكان (بالسيريلية الصربية: Драгослав Бокан) (و. 1961 – م) هو صحفي، ومراسل عسكري، ومخرج سينمائي، وكاتب من .

## روابط خارجية
- دراجوسلاف بوكان على موقع IMDb (الإنجليزية)
- دراجوسلاف بوكان على موقع قاعدة بيانات الفيلم (الإنجليزية)